# Miltiades Iatrou
Miltiadis Iatrou (em grego:  Μιλτιάδης Ιατρου, data de nascimento e morte desconhecidos) foi um ciclista olímpico grego. Representou seu país durante os Jogos Olímpicos de Verão de 1896, na prova de corrida em estrada.